# Chiridota peloria
Chiridota peloria är en sjögurkeart som beskrevs av Elisabeth Deichmann 1930. Chiridota peloria ingår i släktet Chiridota och familjen Chiridotidae. Inga underarter finns listade i Catalogue of Life.